# 한국화재보험협회
한국화재보험협회(韓國火災保險協會, Korea Fire Protection Association, KFPA)는 화재, 폭발 등 각종 재난으로부터 국민의 생명을 보호하고 재산상의 손실을 예방하기 위해 설립된 단체이다. 서울특별시 영등포구 국제금융로 6길(여의도동) 한국화재보험협회빌딩에 위치하고 있다.

## 설립 근거
- 화재로 인한 재해보상과 보험가입에 관한 법률 제11조[1]

## 주요 업무
- 화재예방 안전점검, 보험 업무
- 방재컨설팅, 조사·연구 및 계몽활동
- 위험관리 정보회원 운영, 방재시험연구원 운영
- 사원회사와의 협정에 의한 보험업무에 관한 업무
- 소화기기의 기증
- 화재보험 우량물건 할인율 산출 업무
- 소방설비 자체점검

## 연혁
- 1973년 2월 [화재로 인한 재해보상과 보험가입에 관한 법률](법률 제2482호 제정)
- 1973년 5월 한국화재보험협회 설립 (서울·부산·대구지역 화재예방 안전점검업무 개시)
- 1974년 12월 법율시행령개정 (인천·광주·대전·전주지역 확대)
- 1975년 1월 “ 손해보험공동인수사무소 ” 통합(특수건물 화재보험 공동인수 업무 취급)
- 1977년 9월 여의도 사옥 준공
- 1979년 1월 보세물건 화재보험 풀 (POOL) 해체
- 1985년 1월 가스배상책임보험 풀 (POOL) 취급
- 1984년 6월 금융보험 풀 (POOL) 해체
- 1986년 4월 부설 방재시험연구원 개원
- 1986년 12월 가스배상책임보험 풀 (POOL) 해체
- 1991년 2월 일본건재 시험센타와 기술협정 체결
- 1992년 10월 특수건물 화재보험 풀 (POOL) 해체
- 1993년 4월 공장 우량물건 할인율 현장조사 개시
- 1994년 10월 미국 FMRC와 기술협정 체결
- 1996년 1월 소방시설점검업 등록
- 1996년 10월 NFPA와 업무협력협정 체결
- 1997년 6월 법률시행령 개정으로 대상지역 전국 확대(특수건물 규모 상향 조정 및 신체손해배상책임보험금액 인상)
- 1997년 8월 노동부지정 교육훈련기관 지정 (방재시험연구원)
- 1999년 5월 유럽연합인증(CE마킹) 시험기관 지정(영국로이드선급협회)
- 2001년 12월 방재시험연구원 병역특례연구기관 지정 (병무청)
- 2002년 8월 USCG형식 승인 시험기관 지정(미국해안경비대)
- 2002년 12월 신체손해배상 책임보험금액 (사망) 8천만원으로 인상
- 2002년 12월 특수건물 대상규모 일부 하향조정 및 숙박업 , 농산물도매시장 업종 추가
- 2004년 7월 방재기관과 기술협력협정 체결[소방설비 안전센터] [소방연구소]
- 2005년 11월 '대통령 단체표창' 수상
- 2006년 5월 방재기술 전용 교육관 준공
- 2007년 8월 소방공무원 전문교육과정 지정(소방방재청)
- 2007년 11월 '2007한국컨설팅대상' 방재부문 대상 수상

## 조직

### 이사장
- 부이사장
- 감사실

#### 경영지원본부
- 기획홍보실
- IT시스템팀
- 총무회계팀
- 인재개발팀

#### 미래사업본부
- 인슈데이터팀
- 신사업전략팀
- 방재컨설팅팀
- 보험업무팀

#### 예방안전본부
- 위험관리지원센터
- 서울인천지역본부
- 경기강원지역본부
- 부산경남지역본부
- 대구경북지역본부
- 대전충청지역본부
- 광주호남지역본부

#### 방재시험연구원
- 부원장
  - 업무지원교육팀
  - R&D전략팀
  - 융합방재연구센터
  - 재난안전연구센터(친환경에너지실증사업단)
  - 화재조사센터
- 품질인증팀